# Let ČSA 540
Let ČSA č. 540, se strojem Iljušin Il-62 registrace OK-DBF, na pravidelné lince Praha – Damašek – Bagdád – Teherán, skončil během přiblížení na letiště v Damašku nárazem do písečné duny a mohutným požárem. Nehoda se odehrála 20. srpna 1975 v 01:13 hod místního času. Jedná se o nejtragičtější leteckou nehodu v historii ČSA, při které zahynulo 126 osob. Příčinu nehody nebylo možné jednoznačně stanovit, předpokládá se, že se mohlo jednat o chybu pilota.

## Letoun OK-DBF a posádka
Letoun registrace OK-DBF, „Brno Trade Fair“, byl 174 místný, čtyřmotorový proudový letoun sovětské výroby, Iljušin Il-62. Do flotily ČSA byl zařazen v září 1973, v době nehody byl tedy v provozu necelé 2 roky. Letoun byl určen pro dálkové tratě a jeho nádrže proto pojmuly značné množství paliva – přibližně 80 t. Na palubě letounu se nacházelo 117 cestujících a jedenáctičlenná posádka – celkem 128 osob. Mezi nimi bylo 64 Čechoslováků (53 cestujících a posádka) a 25 Syřanů, tři Poláci a dále cestující z Dánska, Maďarska, Španělska a z Německa.
Piloty letadla byli čtyřiapadesátiletý velitel (CPT) Ján Gajdoš, s 18 933 nalétanými hodinami (z toho 3 146 na Il-62) a druhý pilot (F/O), padesátiletý Stanislav Žižka, s 14 688 nalétanými hodinami (z toho 2 876 na Il-62), kteří spolu dobře nevycházeli, což mohlo mít určitý dopad na jejich pracovní výkony a týmovou spolupráci. Piloti ovšem nebyli v kokpitu sami, spolu s nimi tam seděl navigátor František Aulík (43 let), který měl nalétáno 10 512 hodin (z nich 1 829 na Il-62) a mechanik Karel Hasman (48 let), který celkem nalétal 13 710 hodin (z toho 4 315 na Il-62). Vedoucím kabiny byl Miroslav Peták, s nímž se o pasažéry letu staralo pět letušek: Jana Dvořáková, Zdena Blahetová, Milada Plescherová, Vladěna Vlachová (dcera kapitána letu Tupolev TU-104A (OK-NDD) Vladimíra Vlacha, který zahynul 1. 6. 1970 u Tripolisu) a Helena Šebestová. Na palubě letadla byl i záložní mechanik Vladimír Hejduk.
Popisovaná nehoda byla jedinou vážnou nehodou tohoto typu stroje u Československých aerolinií. Ve službách ČSA se od dubna 1968 do října 1994 vystřídalo celkem 21 kusů.

## Letiště Damašek
Mezinárodní letiště v Damašku (IATA:DAM, ICAO:OSDI) se nachází cca 15 km jihovýchodně od města. Při příletu od Středozemního moře (Cyprus FIR) je třeba proletět asi 100 km vzdušným prostorem Libanonu (Beirut FIR) a pak překonat pohraniční pohoří Antilibanon, na jehož úpatí se Damašek rozprostírá. Zatímco na západ od letiště se ještě vyskytují terénní vyvýšeniny, na východ je již krajina zcela plochá, prakticky se stejnou nadmořskou výšku jako má letiště – 2 000 ft (610 m, 71 mb). Letiště má dvě asfaltové paralelní dráhy – jižní RWY 05R/23L a severní 05L/23R. Asi 4 km před prahem RWY 05R se nachází radiomaják VOR, RWY 23R je vybavena naváděcím systémem ILS a asi 8,5 km před prahem radiomajákem NDB. V době nehody nebylo letiště vybaveno sekundárním radiolokátorem, takže na řídící věži neměli k dispozici aktuální informace o výšce letounu.

## Let

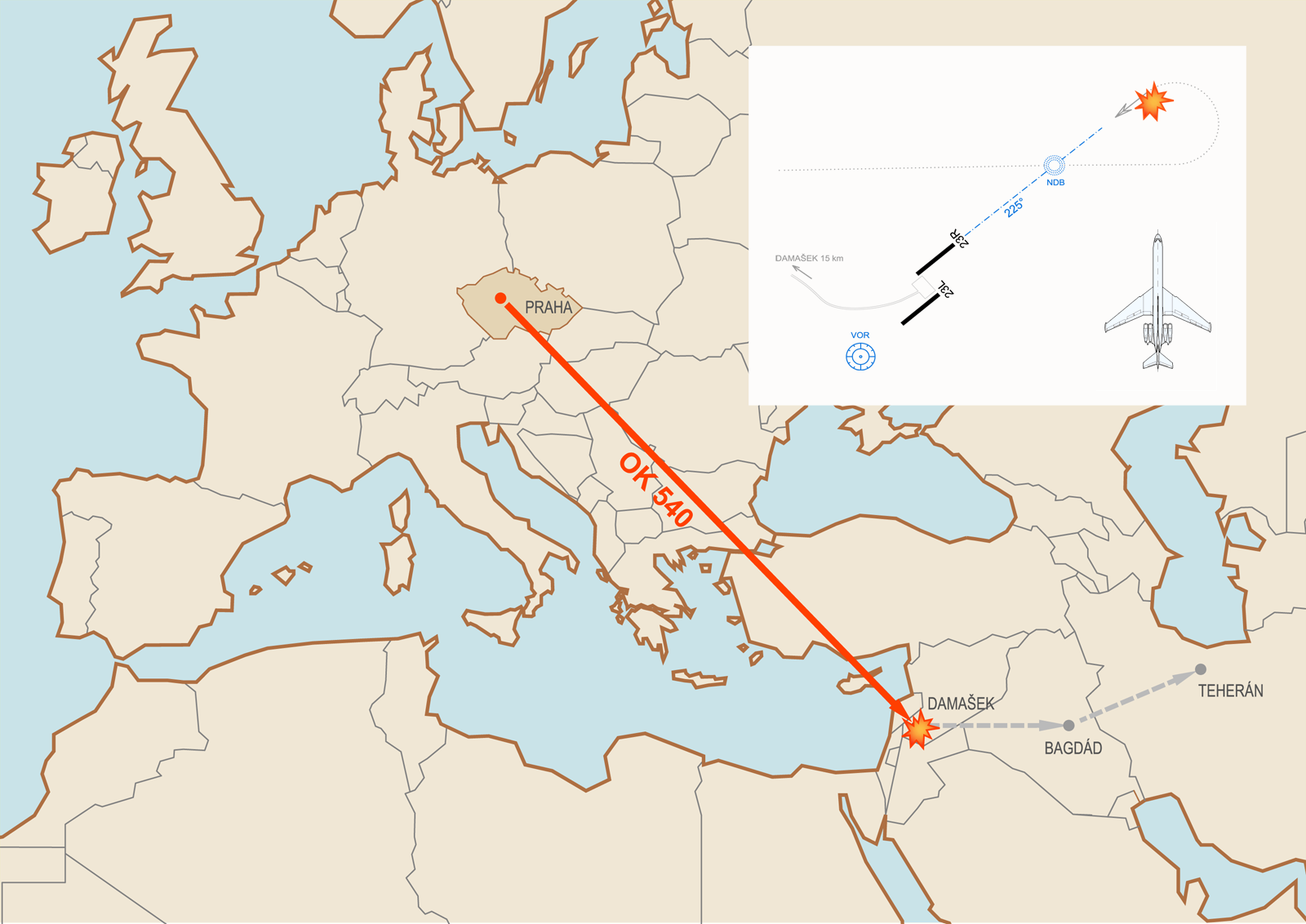
Mapa letu ČSA 540

Letoun startoval z letiště Praha-Ruzyně 19. srpna 1975 v 19:35 hod. (18:35 UTC), s cílovým letištěm v íránském Teheránu a mezipřistáními v syrském Damašku a iráckém Bagdádu. V okamžiku nehody měl letoun za sebou asi 2 600 km z více než 4 000 km dlouhé cesty. Až do nehody probíhal let bez zvláštních událostí.
Kolem 22:00 hod UTC, po přeletu Bejrútu, bylo letadlo předáno libanonským pracovištěm řízení letového provozu pracovišti ATC v Damašku. S tím piloti navázali spojení v 22:02 hod, ohlásili, že se nacházejí v letové hladině FL210 (tedy 21 000 ft, neboli cca 6,4 km), sestupují na výšku 11 000 ft (cca 3,4 km) a udali i předpokládaný čas vstupu do oblasti Damascus FIR v 22:05 hod. Od TWR Damašek obdrželi informaci, že budou přistávat od severovýchodu, na severní dráhu (RWY 23R), a údaje o počasí na letišti: protivítr 230°, 10 kts (18 km/h), jasno, dohlednost dobrá a atmosférický tlak QNH 1 010 mb. V rámci standardních postupů potvrdil pilot přijetí informací jejich zopakováním a od řídící věže obdržel povolení k přiblížení.
Pro posádku přilétající od západu to znamenalo, že minou letiště severně a s navigací pomocí radiomajáku VOR zahájí v předepsaném místě klesání na výšku 4 000 ft AMSL. Poté provedou zatáčku zpět na jihozápad, do osy dráhy, kde pak s pomocí signálu ILS uskuteční konečné přiblížení na letiště a přistání. Ve 22:09 hod nahlásila posádka, že hodlá zahájit VOR přiblížení, k čemuž od pracoviště TWR Damašek obdržela povolení a byly jí opakovaně předány meteorologické informace. Posádka jejich přijetí potvrdila zopakováním důležitých dat – dráhy RWY 23R a tlaku QNH 1 010 mb. To bylo poslední radiové spojení s letem OK 540.

## Nehoda
Čtyři minuty po posledním hlášení, v 22:13 hod UTC, narazil letoun ve tmě do písečné duny. Stalo se to při dokončování poslední zatáčky před konečným přiblížením, přibližně 17 km před prahem dráhy, tedy zhruba 4 minuty před přistáním. Po nárazu došlo k destrukci letounu a ke vznícení paliva následovanému mohutným požárem. Na místě neštěstí byli nalezeni pouze tři přeživší, jeden dospělý muž, čtyřleté děvčátko a chlapec, který však zemřel později, všichni ostatní na místě zahynuli. Nehoda byla ohlášena náhodnými svědky kolem 22:15 hod.

## Vyšetřování nehody
Mohutný požár zcela zničil oba letové zapisovače. Z lékařských posudků vyplynulo, že v okamžiku nárazu bylo tělo kapitána v uvolněném stavu, s letounem zřejmě přistával druhý pilot. Byl nalezen relativně nepoškozený panel s výškoměrem prvního pilota, který byl vynulován na správnou hodnotu tlaku. V jakém stavu byly ostatní barometrické a radiové výškoměry se nepodařilo zjistit. Na palubě letadla nedošlo k požáru, ani k explozi před nárazem do země a žádná část letadla se od něho před nárazem neoddělila.
Vyšetřovací komise nedokázala zjistit příčinu nehody, jako nejpravděpodobnější označila možnost, že si posádka nebyla vědoma skutečné výšky letu. Na domovském letišti a na ostatních letištích v socialistických zemích byla v té době dispečery předávána výška QFE – skutečný barometrický tlak v úrovni dráhy. Od věže v Damašku však obdrželi výšku QNH – tlak přepočítaný na hladinu moře, v našem případě tedy zvýšený o 71 mb. Pokud má pilot barometrický výškoměr vynulovaný na QFE, vede letadlo tak, aby postupně sklesal až na 0 m. Má-li vynulováno na QNH, postupně snižuje výšku letadla až na nadmořskou výšku letiště (pro RWY 23R je to 610 m). Jestliže měli mít v místě nehody 4 000 ft (1 220 m) AMSL, nabízí se vysvětlení, že se pilot zmýlil a rutinně postupoval jako při přiblížení s vynulováním na QFE, přičemž pochopitelně došlo k nárazu ve chvíli, kdy sklesal na hodnotu nadmořské výšky terénu pod letounem. Musíme ovšem současně předpokládat, že žádný z pilotů ani navigátor neměl zapnuté, nebo nesledoval radiové výškoměry, stejně jako, že pilot před přistáním nezjišťoval, nezapamatoval si, nebo si v hlavě nějak podvědomě přepočítal požadovanou výšku z navigační mapy standardních přístrojových příletů (STAR). Pokud je toto vysvětlení pravdivé, jedná se o typický případ havárie způsobené řízeným letem do terénu.

## Konspirační teorie
O 40 dní později, v časných ranních hodinách 30. září, došlo za podobných okolností k neobjasněné nehodě letu maďarské společnosti Malév č. 240, kdy Tu-154 registrační značky HA-LCI explodoval ve vzduchu při přiblížení na letiště v nedalekém libanonském Bejrútu. V onom roce propukla v Libanonu vleklá a zničující občanská válka, do které byly zapojeny ještě OOP, Izrael a Sýrie. OOP tehdy získala výraznější mezinárodní uznání a začala zřizovat v některých zemích své kanceláře (obdoba velvyslanectví). Dvou prvních slavnostních otevření, v Praze a Budapešti, se zúčastnili i vedoucí činitelé OOP, kteří se snad měli následující den lety OK 540 a MA 240 vracet, což mohl být podle autorů konspiračních teorií jeden z možných důvodů sestřelení těchto letounů.
Teorii, že letoun OK-DBF byl sestřelen, měl údajně potvrdit jeden z přeživších cestujících – tuto informaci není možné z dostupných informací ani potvrdit, ani vyvrátit.